# Kolonialdistrikt Julianehaab

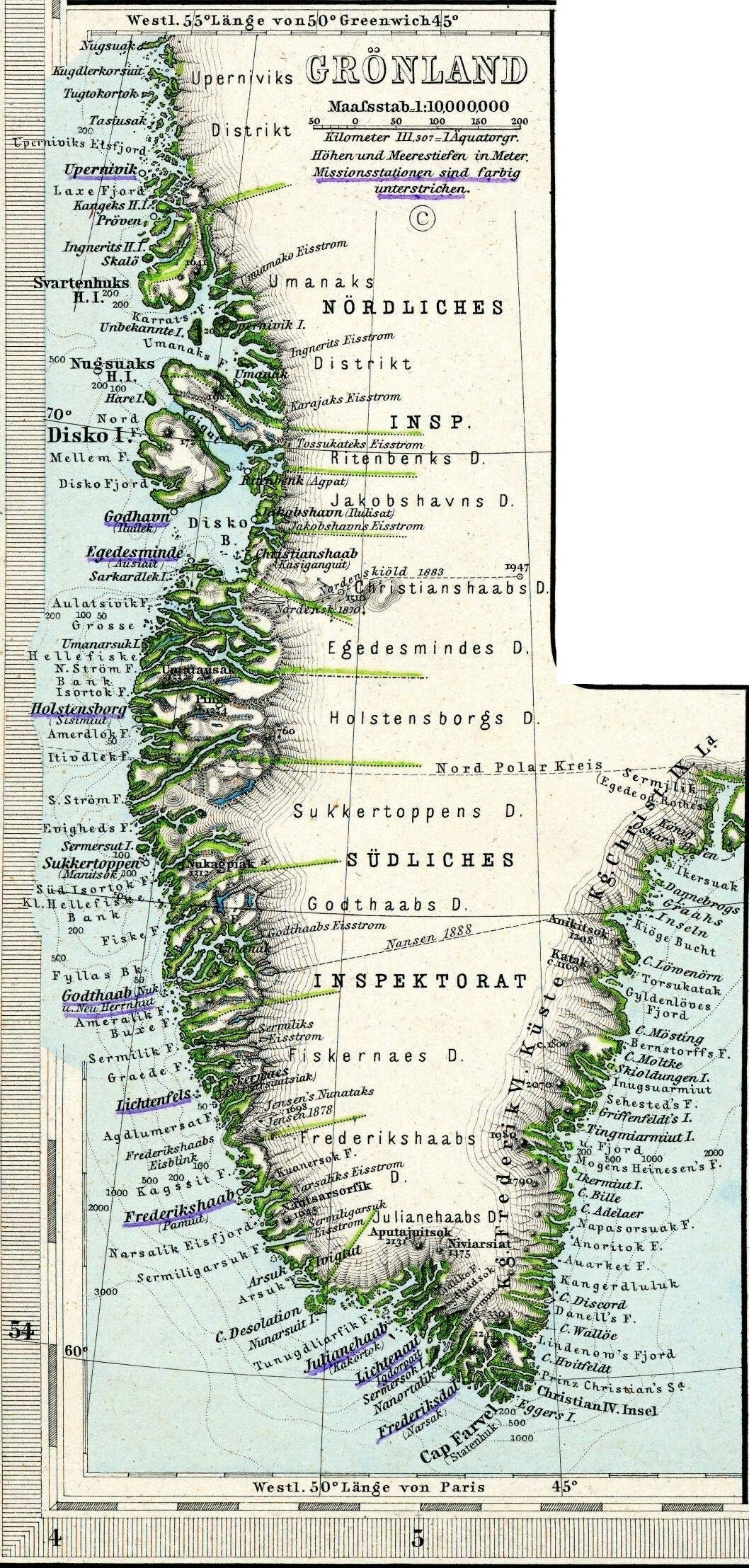
Ausschnitt aus einem Atlasblatt im Stielers Handatlas

Der Kolonialdistrikt Julianehaab war ein Kolonialdistrikt in Grönland. Er bestand von 1775 bis 1950.

## Lage
Der Kolonialdistrikt Julianehaab war der südlichste ganz Grönlands. Im Nordwesten grenzte er an der Bucht Alanngorsuaq an den Kolonialdistrikt Frederikshaab. Im Nordosten grenzte Ostgrönland an, wobei der bewohnte Teil des Kolonialdistrikts Angmagssalik mehrere Hundert Kilometer entfernt lag.

## Geschichte

### Vor der Kolonialzeit
Der Distrikt wurde im Mittelalter von den Grænlendingar besiedelt, die hier ihre Eystribyggð errichteten. Laut der Landnámabók ließen sich die meisten der Erstsiedler dabei im heutigen Distrikt Nanortalik nieder: Herjólfr Bárðarson im Herjólfsfjǫrðr, wo er Herjólfsnes gründete, Ketill im Ketilsfjǫrðr (Tasermiut Kangerluat), Sǫlvi im Sǫlvadalr (wohl noch weiter südöstlich), Helgi Þorbrandsson im Álptafjǫrðr (Sermilik) und Þorbjǫrn glóra im Siglufjǫrðr (Alluitsup Kangerlua). Dazu kamen Einarr im Einarsfjǫrðr, der dem heutigen Igalikup Kangerlua entspricht (heute Distrikt Narsaq), und Hafgrímr in der Bucht Eqaluit und im Seengebiet Vatnahverfi (heute Distrikt Qaqortoq), das noch heute von der Landwirtschaft geprägt ist. Im heutigen Distrikt Narsaq befand sich zudem der Hof Brattahlíð und seine Kirche, die im heutigen Qassiarsuk liegen. In Igaliku befand sich früher der Hof Garðar, der der Bischofssitz des mittelalterlichen Grönlands war. Von großer Bedeutung ist auch der Hof Hvalsey im heutigen Qaqortukulooq im Distrikt Qaqortoq, der für seine Kirche bekannt ist, die 1723 von Hans Egede auf seiner Untersuchungsreise ausführlich beschrieben wurde.
Südgrönland wurde im 16. und 17. Jahrhundert mehrfach von englischen und holländischen Seefahrern angefahren, ohne dass ihre Landsichtungen und Benennungen aufgrund der ungenauen Berichte, Kartierungen und Abmessungen genau identifizierbar wären.

### 18. und 19. Jahrhundert
1723 bereiste Hans Egede die Südspitze Grönlands. Im Jahr 1751 lebte erstmals seit dem Mittelalter ein Europäer in Südgrönland, als der Kaufmann Peder Olsen Walløe (1716–1793) an der Stelle des späteren Qaqortoq ein Torfmauerhaus errichtete, das ihm als Zwischenstation für seine bis 1753 andauernde Expedition an die grönländische Ostküste diente.
1774 gründete die Herrnhuter Brüdergemeine die Missionsstation Lichtenau in Alluitsoq, die die erste europäische Siedlung in Südgrönland seit dem Mittelalter darstellte. 1775 gründete Anders Olsen die Kolonie Julianehaab in Qaqortoq, womit der Kolonialdistrikt entstand. 1778 begann Caspar Alsbach in Sissarissoq/Nanortalik mit dem Einsammeln von Speck und Fellen. In Sissarissoq wurde 1797 eine Anlage gegründet, die 1830 nach Nanortalik versetzt wurde. Anders Olsen ließ sich 1782 im Alter in Igaliku nieder und gründete einen Bauernhof.
1803 hatte der Kolonialdistrikt 1797 Einwohner. 1824 gründeten die Herrnhuter ihre zweite Missionsstation in Südgrönland, Friedrichsthal in Narsarmijit. Dadurch gehörte die Südspitze Grönlands mehrheitlich den Herrnhutern an. Um 1830 war die gesamte Bevölkerung getauft. 1832 erhielt der heutige Distrikt mit Alluitsup Paa einen ersten Udsted. 1834 wurde der Udsted Qassimiut gegründet. Weitere folgten 1848 in Pamialluk, Salliit und zu einem unbekannten Zeitpunkt in Itilleq sowie weiter nördlich im Jahr 1853 Saarloq. Mitte des 19. Jahrhunderts war die Einwohnerzahl auf rund 2500 gestiegen. Erst 1883 wurde ein Udsted in Narsaq gegründet, das weiter im Landesinneren lag. Anfang des 20. Jahrhunderts stieg die Einwohnerzahl auf über 3000 Menschen.
Die Bevölkerung galt früher als großgewachsen und nicht sonderlich eskimoisch aussehend, sodass man damals die Theorie aufstellte, dass die Bevölkerung Nachkommen von Inuit und Grænlendingar waren. Hinrich Johannes Rink beschrieb ein Drittel der Bevölkerung als europäisch aussehend. Die Bevölkerung im Kolonialdistrikt galt jedoch im Vergleich zum Rest Grönlands als sehr schwach ethnisch gemischt. Selbst 1921 ging man noch davon aus, dass nur zehn bis zwölf Prozent der Bevölkerung europäischer Abstammung waren, was auf die große Verbreitung der Herrnhuter Brüdergemeine im südlichen Teil des Kolonialdistrikts zurückgeführt werden kann. Noch heute sind die Kujataamiut die am schwächsten europäische Bevölkerungsgruppe Westgrönlands (siehe Demografie Grönlands). Ein nicht unbedeutender Teil der Bewohner des Distrikts stammt zudem von Tunumiit ab, die immer wieder nach Südgrönland einwanderten.

### 20. Jahrhundert
1900 verließen die Herrnhuter Grönland und die Bevölkerung wechselte zur dänischen Mission. 1901 wurde bei Qassimiut die Kupfermine Innatsiaq errichtet, die aber nur kurz Bestand hatte. 1909 löste Sammisoq Itilleq als südlichster Udsted Grönlands ab.
Der Kolonialdistrikt Julianehaab war ab 1911 in neun Gemeinden geteilt: K'agssimiut, Julianehaab, Sârdloĸ, Nordprøven (Narssaĸ), Sydprøven, Sagdlît, Nanortalik, Pamiagdluk und Sangmissoĸ. Diesen Gemeinden waren 1918 27 Wohnplätze untergeordnet. Die Gemeinden waren auf den 1. bis 5. Landesratswahlkreis Südgrönlands aufgeteilt. Der heutige Distrikt Qaqortoq gehörte zusammen mit dem Distrikt Narsaq der Kirchengemeinde Julianehaab an, die 1918 über eine Kirche, fünf Schulkapellen und zwei Schulen verfügte. Der heutige Distrikt Nanortalik war auf zwei Kirchengemeinden aufgeteilt, die ihren Sitz in den beiden ehemaligen Herrnhuter Missionsstationen hatten. In der Kirchengemeinde Lichtenau gab es zwei Kirchen, fünf Kapellen und zwei Schulen. Die Kirchengemeinde Frederiksdal verfügte über eine Kirche, vier Kapellen und eine Schule. Der gesamte Kolonialdistrikt entsprach einem Arztdistrikt, der seinen Sitz und ein Krankenhaus in der Kolonie hatte, aber es gab ein zweites kleines Krankenhaus in Nanortalik.
Von 1915 bis 1925 existierte nördlich von Nanortalik die Grafitmine auf Amitsoq. 1925 ersetzte Aappilattoq Pamialluk als Gemeindehauptort und im selben Jahr wurde Ammassivik ein Udsted, während Salliit 1926 aufgegeben wurde. 1933 wurde Igaliku zum Udsted ernannt und infolgedessen entstand 1937 eine weitere Gemeinde. 1941 gründeten die Vereinigten Staaten in Narsarsuaq eine Militärbasis, die 1958 von Dänemark übernommen wurde. 1943 wurde auch Sammisoq aufgegeben.
Bei der Verwaltungsreform 1950 wurde der Kolonialdistrikt aufgeteilt. Ein Teil wurde zur Gemeinde Qaqortoq, während die anderen Teile die Gemeinde Nanortalik und die Gemeinde Narsaq bildeten.

## Orte
- Aappilattoq
- Akuliaruseq
- Akunnaaq
- Alluitsoq
- Alluitsup Paa
- Ammassivik
- Anartusoq
- Anorliuitsoq
- Arnat
- Avatarmiut
- Avigiaq
- Davids Sund
- Eqalugaarsuit
- Igaliku
- Ikerasaarsuk
- Ikerasaarsuk
- Ikerasaarsuk
- Ikerasak
- Ikigaat
- Ilivermiut
- Illorpaat
- Illorsuatsiaat
- Illukasik
- Illukasik
- Illuku
- Illumiut
- Illussat
- Innartalik
- Inuaq
- Ippik
- Ippikitsoq
- Ippimmiut
- Issortusut
- Isua
- Itilleq
- Itilleq
- Itilleq
- Itilliarsuk
- Itilliatsiaq
- Itilliatsiaq
- Itillilik
- Kanajormiut
- Kangeq
- Kangermiutsiaat
- Kiinaalik
- Kuuaqqat
- Kussanga
- Kuuk
- Kuummiut
- Lille Qaqortoq
- Nanortalik
- Narsaaraq
- Narsaq
- Narsarmijit
- Narsarsuaq
- Niaqornaarsuk
- Niaqornannguaq
- Niaqornaq
- Nigertuut
- Nunarsuaq
- Nunarsuaq Tunulleq
- Nunatsiaat
- Nuua
- Nuugaarmiut
- Nuugaarsuk
- Nuuk
- Nuummiut
- Oqquitsoq
- Paarliit
- Pamialluk
- Papikatsuk
- Pullatit
- Qaarsoq
- Qaarusuk
- Qajiffik
- Qanngui
- Qaqortoq
- Qaqqaligaatsiaq
- Qarlulaaq
- Qarmaarsuit
- Qarmat
- Qassiarsuk
- Qassimiut
- Qeqertarsuaaraq
- Qeqertarsuaq
- Qeqertatsiaq
- Qernertoq
- Qernertoq
- Qerrortuut
- Qingaatsiaq
- Qipoqqarmiut
- Qunnermiut
- Saarloq
- Salliit
- Sallivik
- Sammisoq
- Saqqarliit
- Saqqarmiut
- Saqqarmiut
- Sarfaa
- Sermilik
- Sissarissoq
- Sissarluttoq
- Tasiusaq
- Tinuteqisaaq
- Tuapaat
- Tullerunnat
- Uingasut
- Ujarasussuit
- Ukivissoqaq
- Ukuaqallak
- Upernaviarsuk
- Upernivik
- Upernivik
- Utoqqarmiut
- Uukkat